# 博德之门 (游戏)
《博德之门》是一部具有高度奇幻色彩的电脑角色扮演游戏，由BioWare和黑岛工作室开发，Interplay在1998年发行。2013年1月17日推出包含本体和资料片《剑湾传奇》的《博德之门：增强版》。该游戏被玩家广泛认为是角色扮演游戏的一个经典作品和里程碑。游戏的开场白引自尼采的一句名言：
|                                   | 和怪物战斗的人，留意勿让自己也成为怪物……当你凝视着深渊时，深渊也在凝视着你…… |
| ——弗里德里希·尼采，《善恶的彼岸》 |                                                                              |

## 综述

### 簡介
費倫大陸西邊的海岸被稱作寶劍海灣，那一帶具有各式各樣的生態與地形，如山岳，森林，平原，城市以及廢墟等。遊戲包含的地帶南止於雲霧山脈，東輟於尖齒森林，西卻步寶劍之海，北終於柏德之門—整個遊戲裡最大且富裕的城市。主角將會在鄉間穿梭，探索不同的城鎮，地城，礦區，森林，城堡廢墟，甚至到柏德之門，並參與面對許多組織的隱密計謀，像散塔林會，賽伊紅法師，鐵王座，焰拳傭兵，寒冰，黑爪，以及豎琴手，並調查這些組織間的陰謀，同時解開自己的身世之謎。

### 系列联系
《博德之门》是博德之门系列的第一部作品，其后在1999年Interplay发布了博德之门的一部资料片《博德之门：剑湾传奇》，作为《博德之门1》非主线冒险的延续。其后在2000年《柏德之門II：安姆疑雲》发布，紧接着的2001年《博德之门II：邪神霸權》发布，这是《博德之门2》唯一的官方资料片，主角的最终命运将在此部作品中决定。2016年4月1日推出《博德之门：增强版》的资料片《博德之门：龙矛围城》，《博德之门：龙矛围城》的时间线位于一代和二代之间。

## 遊戲玩法
《博德之门》使用的核心规则是高级龙与地下城规则，并采用被遺忘的國度（Forgotten Realms）战役设定集和BioWare开发的无限引擎（Infinity）。虽然规则为回合制，但游戏过程采用即時制模式，而且可以随时暂停。
包括序章，《博德之门》共有八个章节，每个章节的开始都会有一段第三人口述式的独白。《博德之门》的一大特色就是大量人物之间的对白和探索的高自由度。除了少数需要在特定剧情发生后才能探索的区域外，游戏地图上的大多数区域都可以在任何时候通过从临近的已知区域进行探索。游戏采用互动模式，会根据玩家行动与对话的不同选择给予相应的结果。
《博德之门》的主角属性根据高级龙与地下城规则完全自定义，包括姓名、性别、种族、阵营（善良/邪恶/秩序/混乱）、职业、能力属性、各种技能。游戏中可选择的种族包括人类（Human）、精灵（Elf）、半精灵（Half-Elf）、侏儒（Gnome）、半身人（Halfling）、矮人（Dwarf），不同的种族有不同的能力属性偏向性和不同的职业选择性。博德之门中可选择的职业有战士（Fighter）、游侠（Ranger）、圣武士（Paladin）、牧师（Cleric）、德鲁伊（Druid）、魔法师（Mage）、盗贼（Thief）、诗人（Bard），另外还允许有多种职业兼任的角色和对某类法术专精的法师选择。游戏过程中主角遇到的部分NPC可以和主角组成冒险队伍，包括主角在内，最多可容纳六个角色。
《博德之门》将涉及到被遺忘的國度中的一些著名人物和组织，包括崔斯特（Drizzt Do'Urden）、伊爾明斯特（Elminster）、散塔林会（Zhentarim）、竖琴手同盟（Harpers）等。

## 劇情

### 背景
故事发生在艾伯尔-托瑞尔（Abeir-Toril）世界的费伦大陆的剑湾附近，港口城市博德之门是其中的一个主要城市，也是围绕故事发生的中心。设定的时间在1368 DR标志之年（Year of the Banner），也即是1358 DR阴影之年（Year of Shadows）发生的动荡之年事件结束的10年之后。详情参见被遗忘的国度年表。博德之门的命名来源自著名的航海家博德安（Balduran）。

### 故事
生來是孤兒的主角與他（她）的玩伴愛濛（Imoen）在燭堡（Candlekeep）法師葛立安（Gorion）的教養呵護下度過他們的童年。舊時古老堡壘的燭堡眼下是一棟遠近知名的圖書館，位於寶劍海灣（Sword Coast）上柏德之門（Baldur’s Gate）南方郊區。遊戲一開始，寶劍海灣面臨一場鐵礦短缺的危機：礦區幾乎完全停歇，鐵製品迅速的崩壞分解，武器非常容易斷折（主角自己的也是，魔法武器除外），盜匪們則在大道上搶劫旅人，搜索鐵器。這是一個鐵比黃金貴重的年代。在燭堡，受雇的刺客們潛入原以為堅固安全的燭堡裡試圖暗殺主角。這使得知道前因後果，卻從未告訴過主角的葛立安決定此刻帶領主角離開燭堡，前往一個藏身地。就在離開燭堡的當晚，主角與葛立安遭受一群盜匪的伏擊！領頭的是一位神祕的盔甲武士。當葛立安拒絕將主角交出時，盜匪們展開攻擊。主角趁隙逃出，然而強大的法師葛立安卻在保護主角的過程中喪命。隔日清晨，與死神擦身而過的主角被愛濛趕上，原來愛濛偷看了葛立安書桌上的信件，並偷偷尾隨兩人。她也目睹前一晚的慘況，因此現在堅持要與主角同行。運用對話中的選項，主角可以選擇讓她加入與否，不過無論玩家如何選擇愛濛都會加入隊伍。主角接下來可以遵照葛立安生前的建議，朝北前往友善之臂旅店去找尋他的朋友，獲得進一步的援助。
此刻的主角由於周遭的城市都禁制通行，因此沒有一個安全穩固的居所：要進入燭堡的話，訪客必須捐贈一本獨特、珍貴的書籍當作進入的費用，而柏德之門由於盜匪的猖獗而緊閉城門，管制通行。為了自身安全，主角開始與其他冒險者同行，也在不久後被捲入尋找鐵礦短缺原因的漩渦當中，前往奈西可（Nashkel）的礦區。在奈西可礦區，主角開始揭露一層更深遠陰謀的面紗。原來狗頭人（Kobolds）正不斷的汙染奈西可的鐵礦，而藏在鐵礦區的文件指出盜匪掠奪鐵製品的活動也與此相關。兩者的關聯引領主角前往盜匪的賊窟。在哪裡，主角發現這些盜匪其實是受到鐵王座（The Iron Throne）—一個正不斷擴張勢力的神祕組織所僱用的傭兵集團。鐵王座利用唯一一座正常產鐵—自己在斗篷森林里的鐵礦供應鐵器給自己的部隊，並同時屯積並壟斷整個鐵礦市場來增加鐵王座對整個寶劍海灣的控制權。當主角摧毀了位在斗篷森林礦區內的傭兵總部，柏德之門的大門也因盜匪壓力劇減而再度敞開，讓主角能夠抵達鐵王座位處柏德之門的總部，與他們當地的領導人面對面對話。
在柏德之門內，城市守衛—焰拳傭兵聘請主角調查鐵王座，但沒有任何具有決定性的證據被發現。主角於是回到了出生地燭堡刺探鐵王座領導群的會議。而燭堡內人事已非，不久後也真相大白：燭堡已經被擬像怪（Dopplegangers）所滲透。在燭堡中央圖書館內，主角也遇見一名神祕的人物—克佛洛沙。在離開克佛洛沙後，主角立即因殺害鐵王座領導群的罪名受到逮捕（事實與否，端看主角的決定），燭堡地底下的墓穴成了逃亡的唯一途徑。主角從地下墓穴逃離燭堡並回到了柏德之門，由於被扣上謀害鐵王座領導人的罪名，主角必須一面躲藏四處巡邏的焰拳傭兵，一面尋找事實的真相。主角最後終於發現，這一切的都源自於沙洛佛克的巨大陰謀，他也是殺害葛立安的兇手。
在尋找沙洛佛克的同時，主角同時發現沙洛佛克其實是主角的異母兄弟，而他們都是殺戮之神—巴爾的子女。身上留著殺戮之神的血解釋了過去種種，身為巴爾的子女也產生對未來的問題。另一個巴爾子裔沙洛佛克的計畫比原本所想的還更加邪惡，鐵王座的計畫只是他真正意圖的障眼法。透過政治的操弄和資源的配給，沙洛佛克打算啟動一場柏德之門與南方的王國安姆的戰爭，藉由戰爭造成足夠的犧牲來成為新一代的殺戮之神。在遊戲最後，主角打敗了沙洛佛克，讓他汙穢的靈魂回到巴爾那裡去。

## 评价

### 获奖
1998 Game of the year
- Computer Games Online
- Computer Games Strategy Plus (Computer Games Magazine)
- GameCenter Reader's Choice
- GamesDomain
- Imagine Games Network
- Vault Network

1998 RPG of the year
- Adrenaline Vault
- Computer Games Online
- Computer Gaming World
- Electric Games
- GameCenter
- GameCenter Reader's Choice
- GamesDomain
- Gamespot
- Gamespot Reader's Choice
- Imagine Games Network
- PC Gamer
- Vault Network